# NGC 4674
NGC 4674 é uma galáxia espiral barrada (SBa/P) localizada na direcção da constelação de Virgo. Possui uma declinação de -08° 39' 19" e uma ascensão recta de 12 horas, 46 minutos e 03,3 segundos.
A galáxia NGC 4674 foi descoberta em 5 de Maio de 1836 por John Herschel.